# چغک‌چینی گلوحنایی
چغک‌چینی گلوحنایی (نام علمی: Schoeniparus rufogularis) نام یک گونه از تیره لیکویی‌های زمینی است.